# DILIA
Dilia je umělecká agentura zabývající se ochranou autorských práv. Ve své činnosti se věnuje hlavně oblastem divadla, literatury, hudby a médií. Vnitřně se tento umělecký spolek dělí na agenturu a kolektivní správu.

## Agentura
Agenturní oddělení se zabývá individuálním sjednáním podmínek, uzavíráním smluv, případy neoprávněného užití děl, inkasováním a vyplácením licenčních odměn. Všechny tyto služby agentura vykonává skrze čtyři agenturní oddělení: Divadelní, Hudební, Literární a Mediální oddělení.

### Divadelní oddělení
Poskytuje informace o smluvních podmínkách pro uvádění chráněných děl českých i zahraničních autorů. Služby jsou využívány nejen „profesionálními“ divadly a divadelními agenturami, ale i amatérskými soubory či uměleckými školami. Po stránce autorsko-právní zajišťuje: licence na chráněná díla českých a zahraničních autorů, výhradně zajišťuje i licence z agentur sdružených v CISAC (Connecticut Interscholastic Athletic Conference), http://ciacsports.com/site/ tuzemské i zahraniční divadelní festivaly, zájezdy českých divadel do zahraničí, hostování zahraničních souborů v ČR, zjišťuje i podmínky na základě dramaturgických plánů. Poskytuje divadlům ale také informace o autorech či jejich dílech. Divadelní oddělení Dilia nabízí nové, nově upravené či úspěšné tituly do dramaturgických plánů divadel a zprostředkovává překlady zahraničních her. Vyhledává novinky z tuzemské i zahraniční divadelní tvorby. Jako zdroj využívá například rubriku Synopse. Poté je nabízí a poskytuje dále potenciálním uživatelům. Součástí je také distribuce textů zastupovaných autorů. Dané texty jsou v agentuře k dispozici k prodeji i k zapůjčení.

#### Projekty
Od roku 2005 podporuje DILIA činnost mladých umělců projekty, jimiž jsou Cena Evalda Schorma, Divadelní granty DILIA, Překladatelská dílna DILIA, 3D, 8V8- Cyklus scénických skic.

### Hudební oddělení
Hudební oddělení Dilia vydává a pronajímá notové materiály, především k hudebně-dramatickým dílům. Dále je poskytuje za účelem: 
- živého provozování díla nebo jeho části výkonnými umělci
- rozhlasového nebo televizního vysílání živě provozovaného díla nebo části pořízení zvukového nebo zvukově-obrazového záznamu díla nebo jeho části výhradně pro účely jeho veřejného provozování z takto pořízeného záznamu
- pořízení zvukového nebo zvukově-obrazového záznamu díla nebo jeho části výhradně pro účely jeho rozhlasového nebo televizního vysílání a dále rozhlasového resp. televizního vysílání z takového záznamu
- pořízení zvukového nebo zvukově-obrazového záznamu díla výhradně pro účely zhotovení zvukových 
  - resp. zvukově-obrazových rozmnoženin a jejich rozšiřování.

Hudební oddělení rovněž:
- podává informace o notových materiálech a o podmínkách jejich nájmu, s klienty v tuzemsku i v zahraničí
- na základě objednávky uzavírá příslušné smlouvy o pronájmu notového materiálu a jeho užití
- poskytuje také služby uživatelům a majitelům autorských práv v oblasti vysílání a záznamu hudebně-dramatických děl; u děl scénicky předváděných (v případě trvání autorskoprávní ochrany kterékoli složky díla) je třeba zvláštního oprávnění, jež smluvně zprostředkovává divadelní oddělení Dilia
- oddělení zastupuje a zprostředkovává také notové materiály zahraničních partnerů, popřípadě i jiných tuzemských vlastníků

### Literární oddělení
Literární oddělení Dilia zajišťuje práva pro knižní užití autorských děl z oblasti: 
- beletrie
- vědecké a naučné literatury
- dětské literatury
- knižní ilustrace

Oddělení zastupuje české autory, včetně autorů překladu, nebo jejich dědice pro knižní či časopisecké užití autorských děl v tuzemsku a zahraničí.

### Mediální oddělení
Mediální oddělení Dilia poskytuje služby týkající se autorských práv především v oblasti audiovize, ale řeší i užití veškerých děl prostřednictvím médií – tedy TV vysílání, internetu či rozhlasového vysílání. Kromě těchto převažujících způsobů užití děl dále v zastoupení autorů licencuje užití děl v:
- reklamě
- k vydávání na nosičích (CD, DVD, Bluray)
- či ve formě audioknih

Uživatelům autorských děl (filmovým producentům, televizím, rozhlasu, reklamním agenturám ad.) mediální oddělení pomáhá zejména ve vyhledávání nositelů autorských práv a zprostředkovává licence na díla, jež mají být vysílána, umístěna na internetu či jinak užita. Autory, dědice, příp. jiné nositele práv zastupuje při uzavírání licenčních smluv a smluv o dílo, pomáhá jim s vyjednáváním smluvních podmínek a poskytuje právní ochranu.

### Právní oddělení
Právní oddělení v 80. letech čítalo dva řadové právníky, jednoho vedoucího a jednu administrativní pracovnici a bylo umístěno v barokním domečku na zahradě u hlavní budovy ve Vyšehradské 28. 
V právním oddělení byla velká dědická agenda především pro nakladatelství, vydávající umělecké publikace – museli zjišťovat práva dědiců a někdy po nich až detektivně pátrat, třeba po dědicích výtvarníků, o kterých chyběly jakékoliv údaje. Kromě toho měli právníci na starosti normální smluvní agendu, kterou jim předávala jednotlivá oddělení k právnímu dořešení. Práce byla zajímavá a pestrá a někdy přinášela i úsměvné situace, když se například autoři chodili radit, jak se domoci právní cestou vydání svého díla. Dilia dostala od ministerstva financí požadavek na vydání honoráře autorů – emigrantů, jejichž majetek soudním rozhodnutím propadl státu. Právní oddělení se proti požadavku postavilo, protože Dilia byla pouze správcem peněz, které jí nepatří. Toto stanovisko se jim podařilo obhájit, honoráře na účtu zůstaly a byly vyplaceny až po roce 1990 oprávněným osobám po jejich návratu emigrace. Práci právního oddělení velmi zkomplikoval již zmíněný požár i proto, že v „márnici“ byly uloženy kromě jiných písemností i dědické spisy, které musely být složitě rekonstruovány. Také bylo třeba získat fotokopie smluv a již v prvním pololetí r. 1987 bylo obnoveno 300 kartotéčních listů.

## Kolektivní správa
Kolektivní správa je dalším subsystémem v uměleckém oddělení Dilia. Zde se zaměřuje především na oblast literatury a audiovize. Její činnost se zaobírá například zastupováním autorů, popřípadě dědiců, za které vybírá a rozděluje náhradní a licenční autorské odměny, stejnou činnost nabízí i knižním nakladatelům a vydavatelům tištěných periodik. Pokud má držitel zájem, uzavře s ním i smlouvu na celý repertoár.

## Historie
Do února 1948 v Československu existovalo spousta soukromých kulturních agentur. Jádrem byla agentura Svazu československých spisovatelů Agsynd. Kolem jádra bylo vytvořeno monopolní divadelní jednatelství Dilia.  
DILIA byla založena v roce 1949 sloučením divadelních a literárních agentur. Kromě činnosti, která spočívala v zajištění autorských práv pro divadelní představení a vydávání literatury, byla pověřena gescí v oblasti hudebně dramatických děl ve smyslu vydávání a uchovávání provozovacích notových materiálů českých a slovenských hudebních skladatelů. 
Jejím hlavním posláním tedy byla ochrana autorských práv a vytváření podmínek pro šíření děl literárních, dramatických, hudebně-dramatických, choreografických a pantomimických českých a slovenských autorů. Mezi její další úkoly patřilo také udílet v zastoupení členů svolení k užití děl, vybírat autorské odměny, zprostředkovávat převod autorských práv do ciziny či vybírat příspěvky pro kulturní fondy (Český literární fond, Český hudební fond, Český fond výtvarných umění), které byly jednou z nejvýznamnějších novinek autorského zákona (zákon č. 115/1953 Sb., o právu autorském), přijatého tři roky poté, co vstoupil v platnost nový občanský zákoník. Vybírané příspěvky měly sloužit k poskytování výhod umělcům formou dlouhodobých bezúročných půjček, záloh, studijních stipendií a sociálních podpor. Také se používaly pro udělování cen a provoz podniků a účelových zařízení pro umělce. Dle muzikoložky Milady Ladmanové však sloužily „mnohdy k preferenci osob oddaných komunistickému režimu a ke zvláštnímu typu masové korupce“.
Prostředky na činnost získávaly fondy např. z příspěvků příjemců autorských odměn, z darů, dědictví a odkazů nebo ze státních podpor. Fondy byly po roce 1989 zrušeny, ale Dilia zachovala označení „agentura“, i když při budovaní socialismu musela organizace nově formulovat své cíle, svou funkci ve společnosti i prostředky k jejich dosažení. Bylo odhlédnuto od ekonomického hlediska a orientace na zisk, namísto toho byl kladen důraz na ideologickou hodnotu děl.  
Prvním opatřením byla „generální probírka nabízeného repertoáru“ a druhým revize podmínek agenturní činnosti. V důsledku prvního opatření byly zlikvidovány stovky divadelních a operetních materiálů, které „v kulturní oblasti neměly co dělat“, a postupně se tato „díla pochybných kvalit“ měla definitivně vytratit i z repertoárů zejména ochotnických divadel. I to lze číst ve Zprávě o činnosti, která se bohužel zabývá jen oblastí hudebně-dramatické tvorby. Lze se domnívat, že likvidovány byly i ideologicky nevyhovující scénáře divadelní.  
Podle § 72 nového autorského zákona z roku 2019[zdroj⁠?!] byla stanovena působnost Dilia jako ochranné organizace autorské. Mezi oprávnění tehdejší Dilia patřilo též udílet svolení k vydávání, uveřejňování a provozování děl včetně divadelního provozování, svolení k užití při výrobě gramofonových desek, šíření těchto děl rozhlasem, filmem a vybírat pro majitele autorských práv odměny za všechna tato užití. Dále Dilia v té době jako jediná vydávala dramatická díla a obstarávala také jejich prodej a rozšiřování, rozmnožovala jevištní díla hudebně dramatická včetně notových materiálů a obstarávala jejich prodej, pronájem či půjčování. Kopírování a rozmnožování písemností podléhalo velmi přísné kontrole státu, na každé zařízení bylo nutné mít povolení. 
Dilia také uzavírala smlouvy o vzájemné ochraně autorských práv se zahraničními partnery. Do činnosti tehdejší Dilie patřilo také šíření a zastupování děl zahraničních autorů tehdy v Československé republice a českých a slovenských autorů v zahraničí. Pro tyto účely Dilia pořizovala a rozesílala katalogy, klavírní výtahy a synopse včetně jejich překladů do světových jazyků. 
Hudební oddělení na konci 50. let 20. století nově navázalo styk s (východo)berlínskou agenturou Lied der Zeit a prohloubilo spolupráci se západoněmeckým Alkorem, tehdejším nejúspěšnějším propagátorem československé hudby v Západní Evropě. Problematická byla spolupráce se Sovětským svazem. Při snaze o získání nových sovětských her, jež měly být přeloženy a publikovány roku 1947 u příležitosti 40. výročí Velké říjnové socialistické revoluce, provázely Dilii těžkosti. V dopise ze začátku prosince 1957, adresovaném divadelnímu oddělení Ministerstva školství a kultury, jsou vylíčeny problémy agentury při její snaze o získání divadelních textů od sovětské strany. Od února se obracela na několik institucí včetně sovětského ministerstva kultury, a až v dubnu dostala od Mezinárodní knihy (rus. Международная книга) seznam doporučených 24 her. Vybrané texty si nakonec musela opatřit soukromou cestou, protože sovětská strana nespolupracovala, a dokonce s Dilií z neznámých, údajně jen vágně vysvětlených reorganizačních důvodů, ukončila Mezinárodní kniha spolupráci. 
Počínaje 1. 1. 1962 byla zřizovací listinou Ministerstva školství a kultury právní forma Dilia změněna z lidového družstva na samostatně hospodařící právnickou osobu, zapsanou v podnikovém rejstříku. Obsah činnosti zůstal beze změny. Organizace začala být řízena státem skrze Ministerstvo školství a kultury.
Po okupaci Československa vojsky Varšavské smlouvy v srpnu 1968 byly poraženy reformní síly a společnost se vrátila do doby před lednem 1968. Mnoho autorů a kulturních pracovníků se ocitlo v nemilosti a nebylo žádoucí, aby jejich díla byla vydávána, hrály se jejich divadelní hry či aby jejich tvorba byla nabízena do zahraničí.  
Aby se Dilia jako monopolní organizace pro zastupování autorských práv mohla od „nepohodlných“ autorů legálně distancovat, byl v roce 1973 sepsán návrh nového statutu. Nachází se v archivu ve fondu ministerstva kultury a není zřejmé, zda za jeho autorstvím stojí Dilia, nebo ministerstvo kultury. Žádné další písemnosti, které by se k němu vztahovaly, ve složce uchovány nejsou. 
V dubnu 1990 byla přijata novela autorského zákona, která mimo jiné zrušila monopol Dilia. Začala vznikat konkurence a v důsledku toho mnoho autorů a autorek agenturu opustilo. Nejvýznamnějším konkurentem se stala agentura Aura-Pont, založená na popud Václava Havla, který nechtěl být zastupován Dilia. Mezi zakladatele této agentury patřily i dvě zaměstnankyně Dilia Zuzana Ježková a Jitka Sloupová. 
Od roku 2002 byl ředitelem agentury prof. JUDr. Jiří Srstka. K 5. listopadu 2018 měla agentura 51 zaměstnanců a jejími hlavními činnostmi byly vykonávání kolektivní správy autorských práv a agenturní činnost. Od roku 2023 je jejím ředitelem a majitelem Jan Barták.